# Heinz Czechowski
Heinz Czechowski (* 7. Februar 1935 in Dresden; † 21. Oktober 2009 in Frankfurt am Main) war ein deutscher Lyriker und Dramaturg.

## Leben
Czechowski, Sohn eines Beamten, erlebte als Zehnjähriger die Zerstörung der Stadt Dresden. Nach einer Ausbildung als grafischer Zeichner und Tätigkeit als Vermessungsgehilfe und technischer Zeichner schloss er sich zunächst der Arbeitsgemeinschaft Junger Autoren an, um anschließend von 1958 bis 1961 am Institut für Literatur „Johannes R. Becher“ in Leipzig zu studieren, wo er stark von Georg Maurer (Sächsische Dichterschule) beeinflusst wurde. 1957 wurden erste Gedichte in der Zeitschrift Neue deutsche Literatur veröffentlicht. 1961 bis 1965 war er Lektor beim Mitteldeutschen Verlag in Halle (Saale). Von 1971 bis 1973 war er Dramaturg an den Bühnen der Stadt Magdeburg. Seitdem arbeitete er als freier Schriftsteller und lebte zeitweise in Wuischke in der Oberlausitz. Czechowski war Gründungsmitglied der Freien Akademie der Künste zu Leipzig.
Czechowski tat sich auch als Nachdichter hervor (u. a. Anna Achmatowa, Michail Lermontow, Marina Zwetajewa, Giannis Ritsos). Für die Berliner Volksbühne adaptierte er 1987 Michail Bulgakows Roman Der Meister und Margarita.

## Werke
- Nachmittag eines Liebespaares. Gedichte, 1962.
- Sieben Rosen hat der Strauch. Mitteldeutscher Verlag, 1964 (Anthologie).
- Zwischen Wäldern und Flüssen. Mitteldeutscher Verlag, 1965 (Anthologie).
- Unser der Tag, unser das Wort. Mitteldeutscher Verlag, 1966 (Anthologie).
- Wasserfahrt. Gedichte, 1967.
- Spruch und Widerspruch. Prosa, 1974.
- Schafe und Sterne. Gedichte, Mitteldeutscher Verlag, 1974.
- Was mich betrifft. Gedichte, 1981, ISBN 3-935877-05-6.
- Von Paris nach Montmartre. 1981, ISBN 3-354-00056-2.
- Ich, beispielsweise. Gedichte, 1982.
- An Freund und Feind. Gedichte, 1983, ISBN 3-446-13850-1.
- Herr Neithardt geht durch die Stadt. 1983, ISBN 3-354-00437-1.
- Kein näheres Zeichen. Mitteldeutscher Verlag, 1987, ISBN 3-354-00179-8.
- Sanft gehen wie Tiere die Berge neben dem Fluß. 1989.
- Die überstandene Wende. 1989.
- Mein Venedig. Gedichte und Prosa, 1989, ISBN 3-8031-0169-7.
- Auf eine im Feuer versunkene Stadt. 1990, ISBN 3-354-00632-3.
- Nachtspur. Gedichte und Prosa, 1993, ISBN 3-250-10184-2.
- Gedichte und Poeme. 1996.
- Mein westfälischer Frieden. Ein Zyklus. Nyland-Stiftung, 1998, ISBN 3-506-76162-5.
- Sauerländische Elegie. 1998.
- Ich und die Folgen. Rowohlt, 1998, ISBN 3-498-00881-1.
- Das offene Geheimnis. 1999, ISBN 3-933749-05-0.
- Die Zeit steht still. Gedichte, Grupello Verlag, 2000,  ISBN 3-933749-31-X.
- Wüste Mark Kolmen. Gedichte, Ammann Verlag, 2000, ISBN 3-250-10318-7.
- Seumes Brille. Gedichte aus der Schöppinger Chronik (1999/2000). UN ART IG Verlag, 2000, ISBN 3-9807111-3-7.
- Einmischungen. Grupello Verlag, 2000, ISBN 3-933749-46-8.
- Seumes Brille.  Grupello Verlag, 2002, ISBN 3-933749-66-2.
- Der Garten meines Vaters. Grupello Verlag, 2003, ISBN 3-933749-96-4.
- Die Elbe bei Pieschen und andere Ortsbeschreibungen. ISBN 3-928833-21-9.
- Unstrutwärts. ISBN 3-910206-12-3.
- Von allen Wundern geheilt. Gedichte. onomato Verlag, 2006, ISBN 3-939511-01-3.
- Die Pole der Erinnerung. Autobiographie. Grupello Verlag, 2006, ISBN 3-89978-046-9.

## Preise
- 1961: Kunstpreis der Stadt Halle
- 1970: Goethepreis der Stadt Berlin (im Kollektiv)
- 1976: Heinrich-Heine-Preis des Ministeriums für Kultur der DDR
- 1984: Heinrich-Mann-Preis der Akademie der Künste der DDR
- 1990/1991: Stadtschreiber von Bergen
- 1996: Hans-Erich-Nossack-Preis des Kulturkreises der deutschen Wirtschaft
- 1998: Dresdner Stadtschreiber
- 1999: Dr. Manfred Jahrmarkt-Ehrengabe der Deutschen Schillerstiftung
- 2001: Brüder-Grimm-Preis der Stadt Hanau